# Концепція мінімального розміру популяції
Концепція мінімального розміру популяції полягає в тому, що кожному виду властивий специфічний для нього мінімальний розмір  популяції, порушення якого ставить під загрозу існування популяції, а іноді і виду в цілому. Теоретичним питанням оцінки розміру мінімальної життєздатної популяції (далі — МЖП) присвячений збірник робіт «Життєздатність популяцій: Природоохоронні аспекти», перекладений на російську мову в 1989 р. Редактор цієї збірки М. Сулей підкреслює, що «… ніякого єдиного загальноприйнятного значення або „чарівного числа“ не існує. Кожен окремий випадок неповторний, але цього мало: чисельність, щільність МЖП і розміщення її у просторі зумовлюються прийнятним рівнем ризику». Крім того, вирішуючи проблему МЖП, доводиться враховувати проблеми масштабу і розмірності (ареали видів і структурну неоднорідність популяцій), природну швидкість заміни субпопуляцій (наприклад, швидкість заміни мамонтових дерев роду Sequoia так мала, що ці субпопуляції переживають цілі геологічні епохи), непостійність умов навколишнього середовища, генетичну мінливість, спадковість, катастрофи та ін.
М. Ф. Реймерс, наприклад, вказує, що мінімально ефективною популяцією великих тварин прийнято вважа популяцію з 1000 особин, що забезпечує збереження 99% генетичної різноманітності після 20 генерацій.
Оцінку на «життєздатність» популяцій М. Сулей рекомендує здійснювати для наступних категорій видів:
- Види, представники яких створюють умови, необхідні для життєдіяльності організмів ряду інших видів;
- Види-мутуалісти, представники яких своєю життєдіяльністю підвищують життєстійкість (наприклад, сприяють розселенню чи відтворенню) інших видів;
- Хижаки або паразити, які регулюють чисельність популяцій інших видів і відсутність яких веде до падіння видового різноманіття;
- Види, представники яких з точки зору людини мають духовну, естетичну, рекреаційну або господарську цінність;
- Рідкісні види або такі, що опинилися під загрозою зникнення.

Дані категорії видів засновані на життєвому постулаті «різноманітність -завжди на благо». При цьому перші три є суто екологічними, четверта категорія є елементом раціонального природокористування, а п'ята виходить насамперед з норм етики і уявлень про самостійну, спочатку властиву видам цінність (соціальна категорія). В такому поділі легко проглядається схема «блоку» екологічних наук.

## Ресурси Інтернету
- Дедю И. И. Экологический энциклопедический словарь. — Кишинев, 1989 [Архівовано 24 жовтня 2016 у Wayback Machine.]
- Словарь ботанических терминов / Под общ. ред. И. А. Дудки. — Киев, Наук. Думка, 1984 [Архівовано 31 жовтня 2016 у Wayback Machine.]
- Англо-русский биологический словарь (online версия) [Архівовано 6 листопада 2016 у Wayback Machine.]
- Англо-русский научный словарь (online версия) [Архівовано 21 жовтня 2016 у Wayback Machine.]